# ラルフ・ネルソン
ラルフ・ネルソン（Ralph Nelson、1916年8月12日 - 1987年12月21日）は、アメリカ合衆国の映画監督、脚本家、俳優である。

## 経歴
1916年8月12日、ニューヨーク州ニューヨーク市に生まれる。15歳の頃、『ニューヨーク・タイムズ』の弁論大会で優勝する。
ブロードウェイにて使い走りを務めたのち、舞台へ上がるようになり、『ハムレット』ではレスリー・ハワードの代役を務めた。第二次世界大戦のあいだ、アメリカ陸軍航空軍で飛行インストラクターに従事する。『The Wind Is Ninety』などの戯曲を執筆したのち、テレビドラマの監督を務めた。1963年、シドニー・ポワチエ主演の映画『野のユリ』を監督する。
1987年12月21日、カリフォルニア州サンタ・モニカにて死去。71歳没。

## フィルモグラフィー

### 映画
- 野のユリ Lilies of the Field （1963年） - 監督・製作・出演
- 雨の中の兵隊 Soldier in the Rain （1963年） - 監督
- 不時着 Fate Is the Hunter （1964年） - 監督
- がちょうのおやじ Father Goose （1964年） - 監督
- 泥棒を消せ Once a Thief （1965年） - 監督
- 砦の29人 Duel at Diablo （1965年） - 監督・製作
- 誇り高き戦場 Counterpoint （1967年） - 監督
- まごころを君に Charly （1968年） - 監督・製作
- …チック…チック…チック ...tick...tick...tick... （1970年） - 監督・製作
- ソルジャー・ブルー Soldier Blue （1970年） - 監督
- 小さな冒険者 Flight of the Doves （1971年） - 監督・製作
- サンタマリア特命隊 The Wrath of God （1972年） - 監督・脚本
- ケープタウン The Wilby Conspiracy （1975年） - 監督
- エンブリヨ Embryo （1976年） - 監督

### テレビドラマ
- すてきなケティ The Farmer's Daughter （1963年） - 監督